# Lerista chalybura
Lerista chalybura — вид сцинкоподібних ящірок родини сцинкових (Scincidae). Ендемік Австралії.

## Поширення і екологія
Lerista chalybura мешкають в регіоні Пілбара у Західній Австралії. Вони живуть в кам'янистій місцевості, серед заростей спінніфексу. 